# Sarah Marinda Bates Pratt
Sarah Marinda Bates Pratt (Henderson, 5 febbraio 1817 – Salt Lake City, 25 dicembre 1888) è stata una presbitero statunitense, prima moglie di Orson Pratt.
Fu fondatrice della Società Anti-Poligamia a Salt Lake City e si definiva una ex-mormone. Nacque a Henderson, Contea di Jefferson, New York, prima femmina e terza figlia di Cyrus Bates e Lydia Harrington Bates.

## Primi anni e matrimonio
Sarah Marinda Bates visse a Henderson, New York dalla nascita nel 1817 fino all'ottobre del 1836. Mentre era là, la sua famiglia incontrò i missionari mormoni e nell'estate del 1835 lei e altri fratelli furono battezzati in questa fede. Si innamorò anche di un missionario, Orson Pratt, che successivamente continuò a predicare in altre aree tornando poi a chiedere la mano di Sarah. Si sposarono il 4 luglio 1836, e Orson tornò a viaggiare come missionario dopo solo tre giorni di luna di miele. Sarah restò con la sua famiglia, mentre il marito le faceva sporadiche visite finché la coppia si trasferì ad ottobre in un appartamento a Kirtland, Ohio.

## Figli e migrazione
I Pratt rimasero solo per un breve periodo a Kirtland. Tra le difficoltà economiche del 1837 e il fallimento della Kirtland Safety Society, Sarah diede alla luce il suo primo figlio Orson Jr. Visto le cattive prospettive finanziarie a Kirtland, la famiglia tornò a Henderson appena il bambino fu in grado di sostenere il viaggio e pochi mesi dopo si spostarono nuovamente a New York. Nel luglio del 1838, Orson Pratt fu chiamato a raggiungere, con una serie di altri anziani della chiesa a Far West (Missouri) per prepararsi per un'altra missione.
Lo spostamento nel Missouri fu difficile a causa della gravidanza di Sarah con il loro secondo figlio. Raggiunsero St. Louis e la loro figlia Lydia nacque il 17 dicembre 1838. La violenza nel Missouri portò alla espulsione dei mormoni da quello Stato, e i Pratts furono costretti a fuggire verso gli insediamenti a monte del Mississippi. Trovarono finalmente una "baracca" nella nascente Nauvoo (Illinois). Qui, la piccola Lydia si ammalò a causa di una delle epidemie che devastarono gli acquitrini e morì nel mese di agosto del 1839. Orson partì undici giorni più tardi per svolgere una missione in Europa.
Con il marito in Europa, Sarah doveva provvedere alla famiglia e fece la sarta. Fu assunta dalla famiglia di Joseph Smith per fare alcuni lavori e Joseph la raccomandò a John C. Bennett, un nuovo membro dei mormoni, che divenne presto uno stretto collaboratore di Smith.

## Proposta di matrimonio plurimo di Joseph Smith
Sarah Pratt dichiarò in un'intervista del 1886 che, mentre era a Nauvoo tra il 1840 e il 1841, Joseph Smith fu attratto da lei e intendeva renderla una delle sue mogli spirituali." Secondo Bennett, mentre Orson era in Inghilterra in missione, Smith si propose alla signora Pratt dichiarando una divina ispirazione: "Sorella Pratt, il Signore ti ha mandato da me per diventare una delle mie mogli spirituali. Ho la benedizione concessa da Giacobbe, come ha concesso ai santi uomini di un tempo, e vi ho guardato a lungo con favore, e spero che non mi respingiate o neghiate", alla proposta Bennett afferma che Pratt rispose:"Sono chiamata a rompere il vincolo matrimoniale ... con il mio marito legittimo! Non potrò mai. Non mi preoccupo per le benedizioni di Giacobbe, e NON credo a tali rivelazioni, né darò il mio consenso in qualsiasi circostanza. Ho un buon marito, e questo mi basta." Quindi secondo Bennett, Smith le fece altre tre proposte. Dal racconto di Bennett, Pratt diede un ultimatum a Smith: "Joseph, se mai tenterete un'altra volta con me, dirò tutto al signor Pratt al suo ritorno a casa. Dipende da voi, non mancherò di farlo," un avvertimento che suscitò la minaccia di Smith: "Sorella Pratt, spero che non mi esponiate, se devo soffrire, tutti soffriranno, così non mi esponete....Se si dovesse sapere, farò rovinare la vostra reputazione, ricordatelo."
Dopo che Orson tornò dall'Inghilterra, Bennett afferma che ci fu un altro incidente tra Pratt e Smith nella sua casa. Secondo il vicino di casa di Sarah Pratt, Maria Ettie V. Smith, "Sarah ordinò al profeta di andare fuori di casa, e il Profeta usò un linguaggio osceno verso di lei [dichiarando di aver trovato Bennett] a letto con lei." Sarah raccontò al marito dell'incidente; Orson prese le difese di Sarah e affrontò Smith, che negò le dichiarazioni di Sarah e rispose che lei era l'amate di Bennett.
Ne risultò un allontanamento tra Smith e Orson Pratt, che stava dalla parte di Sarah piuttosto che credere alle smentite di Joseph e alle accuse contro Bennett, portate avanti con l'avvertimento di Smith che "se [Orson] credeva a sua moglie e seguiva i suoi suggerimenti sarebbe andato all'inferno". Wilford Woodruff disse che "Dr. John Cook Bennett fu la rovina di Orson Pratt".
Van Wagoner e Walker notano che il 20 agosto 1842 "dopo quattro giorni di sforzi infruttuosi di riconciliazione, i Dodici scomunicarono Pratt per 'insubordinazione' e Sarah per 'adulterio'" con Bennett.
Orson presto tornò alla chiesa e denunciò Bennett e il suo libro. Van Wagoner cita una lettera scritta dal fratello di Orson, Parley P. Pratt,
(Parley P. Pratt)

## Critiche nelle riviste locali e mormoni
Sarah Pratt fu accusata di aver avuto una relazione adulterina con Bennett, e numerose dichiarazioni giurate furono stampate da riviste locali e pro-mormoni di Nauvoo (ad esempio il Nauvoo Wasp), anche Jacob B. Backenstos, un parente dello sceriffo della Contea di Hancock, testimoniò sui fatti. Sarah Pratt era rimasta con Stephen H. Goddard e sua moglie, Zeruiah, mentre Orson Pratt era in missione in Inghilterra. I Goddard dichiararono, sotto giuramento, che dalla prima notte, Bennett "era lì come è vero che arriva la notte" e che "è rimasto in seguito, a volte fino a dopo mezzanotte." Durante questo periodo Bennett e Pratt "sedevano vicini, lui appoggiato al suo grembo, sussurrando continuamente e parlando a voce molto bassa". Zeruiah Goddard riferì che, in un'altra occasione, "andò improvvisamente nella stanza dove c'erano la signora Pratt e il Dr. Bennett, lei era sdraiato sul letto e il Dr. stava prendendo le mani sul suo petto, aveva l'abitudine di sedersi sul letto dove giaceva la signora Pratt, e si sdraiva su di lei." I Goddard dissero che visitarono Pratt in una casa arredata con lei dal dottor Robert Foster, molte volte la trovarono insieme a Bennett", come se fossero marito e moglie." Pratt dichiarò nel 1886, quando delusi dalla chiesa, che quando le testimonianze furono pubblicate, andò direttamente al domicilio dei Goddard e Stephen corse fuori dalla porta posteriore, ma che si trovò di fronte a Zeruiah, che singhiozzava

Tuttavia, Foster fece le seguenti dichiarazioni contro Bennett e Pratt: 

Van Wagoner concluse che le accuse di adulterio contro Sarah Pratt sono "altamente improbabile", e che le dichiarazioni di JB Backenstos che affermano che Bennett continuò la relazione adulterina con Sarah Pratt, dopo che Orson era tornato dall'Inghilterra potrebbero "essere liquidate come calunnia." Oltre a Sarah, Nancy Rigdon e Martha Brotherton "subirono attacchi calunniosi, perché esposero la loro posizione sulla poligamia della Chiesa." Tuttavia, Bennett fece una dichiarazione chiarendo a Smith gli atti illeciti, 

Bennett alla fine diventò un veemente oppositore di Smith e della chiesa, autore del libro The History of the Saints; or An Exposé of Joe Smith and Mormonism, del quale Sarah Pratt successivamente disse "So che le dichiarazioni principali del libro di John C. Bennett sul Mormonismo sono vere," mentre non lo sono le dichiarazioni e le testimonianze dei membri della chiesa nel periodo di Bennett. Orson Pratt dichiarò, 

## Denuncia di aborti
In una sua intervista del 1886 con il "giornalista vetriolo anti-Mormone W. Wyl", Sarah Pratt affermò che Joseph Smith permise a Bennett, un medico, di eseguire aborti sulle sue mogli spirituali Smith che erano ufficialmente single. In una carica pubblica "che era probabilmente vero", secondo l'autore Andrew Smith, Bennett fu accusato da molti di eseguire aborti, tra cui anche Hyrum Smith; Zeruiah Goddard affermò che Bennett raccontò a Sarah Pratt "che avrebbe potuto provocare l'aborto in perfetta sicurezza della madre, in qualsiasi fase della gravidanza, e che aveva spesso distrutto e rimosso i bambini prima del loro tempo per evitare l'esposizione delle parti, e che aveva gli strumenti a tal fine." Se la donna rifiutava, Bennett dichiarò che eseguiva l'aborto con l'approvazione di Joseph. Sarah Pratt stessa raccontò un incidente in cui 

Pratt anche rivelò le sue osservazioni sul lavoro di Bennett per Joseph Smith al figlio di Joseph, Joseph Smith III,
 Tuttavia, il racconto di Smith III pubblicato differisce dal ricordo della Pratt, 

## L'opposizione al matrimonio plurimo e apostasia
Sarah Pratt pose fine al suo matrimonio con Orson Pratt nel 1868 a causa della sua "ossessione nel maritarsi con donne giovani" e condannò la poligamia perché: 

Pratt fu una delle fondatrici della Anti-Polygamy Society a Salt Lake City. Pratt si scagliò contro Orson in un'intervista nel 1877, 
 Nel 1874 fu testimonial per il candidato del partito liberale Robert Baskin, che accusava il suo oppositore, George Q. Cannon di poligamia e che diceva che i suoi obblighi alla gerarchia mormone erano superiori a quelli verso lo Stato.

Durante la sua vita la Chiesa di Gesù Cristo dei santi degli ultimi giorni, dalla quale lei fu scomunicata il 4 ottobre 1874, Pratt dichiarò nel 1875 che 
 Van Wagoner conclude, "la poligamia l'ha resa radicale....Rendendo pubblico le proposte di Joseph Smith e resistendo a quello che lei considerava infedeltà collettiva, Sarah Pratt fu giudicata una minaccia per la sicurezza della Chiesa e considerata come apostasia impegnata."

## Figli
Pratt, che decise di "crescere i miei figli in modo da non dover mai sposare la fede mormone mentre nascondendo dai miei vicini e dalle autorità ecclesiastiche che li stavo crescendo in questo modo,", ebbe dodici figli dal marito Orson Pratt:
- Orson Pratt, Jr.
  - Rifiutò il servizio missionario con Brigham Young perché "Ti informo del cambiamento che ha avuto luogo nel mio punto di vista religioso."[36]
  - Dichiarò ai funzionari della chiesa, "Ho fatto l'Alto consigliere, anche se non ero un credente, come ora...Riguardo alla mia fede...Ho deciso che non avrei mai accettato nulla che la mia coscienza non avrebbe accettato....Sono arrivato alla conclusione che Joseph Smith non è stato inviato da Dio per ristabilire il suo lavoro, e non posso aiutarlo, non posso nemmeno credere in lui, anche se sapevo che ne avrei sofferto dopo."[37]
  - Scomunicato il 18 settembre 1863
- Lydia Pratt
- Celestia Larissa Pratt
- Sarah Marinda Pratt
- Vanson Pratt
- Laron Pratt
- Marlon Pratt
- Marintha Althera Pratt
- Harmel Pratt
- Arthur Pratt
  - Deputato U.S. marshall
  - Disse nel 1882 perché non fosse un mormone, "Sono il figlio della prima moglie di mio padre, e ho avuto una madre che mi ha raccontato i mali del sistema."[38]
  - Scomunicato per apostasia il 5 ottobre 1874[38]
- Herma Ethna Pratt
- Liola Menella Pratt